# 楊冠玉
楊冠玉（1963年—2020年7月4日），台灣電視劇導演，師從名導王小棣。在其20年的導演生涯中，她執導的多部偶像劇曾捧紅過林依晨、楊謹華、邱澤、六月等多位台灣藝人。近年轉戰中國大陸，為土豆網、安徽衛視等不同平台拍攝偶像劇。
有20年糖尿病史的楊冠玉，2020年7月4日因血糖過低昏倒休克猝逝。

## 作品列表

### 電視劇
- 《假期》（1998年公視，演出）
- 《我的秘密花園》1.2季
- 《愛情魔戒》（2004年，導演）
- 《為愛固執》
- 《我要變成硬柿子》（2007年，導演）
- 《歡喜來逗陣》
- 《牽牛花開的日子》（2008年，導演）
- 《青梅竹馬》（2009年，導演）
- 《幸福一定強》（2010年，導演）
- 《愛啊哎呀，我願意》（2011年土豆網，導演）
- 《幸福街第3號出口》（2013年，導演）

### 電影
- 《热带鱼》（1995年電影，飾演 修女）
- 《愛情來了》（1997年電影，飾演 在麗華的美髮店燙髮的女子）

### MV
- 《沒有妳》羅志祥